# Croix de cimetière de Larré

La Croix de cimetière de Larré ou Croix des Douze Apôtres est située  place de l'église Larré dans le Morbihan, au sud-est de l'église et à l'emplacement de l'ancien cimetière.

## Historique
La croix de cimetière de Larré fait l’objet d’une inscription au titre des monuments historiques depuis le 5 octobre 1926.

## Architecture
La base du pied du pied de la croix présente quatre personnages dont l'évêque saint Aignan.

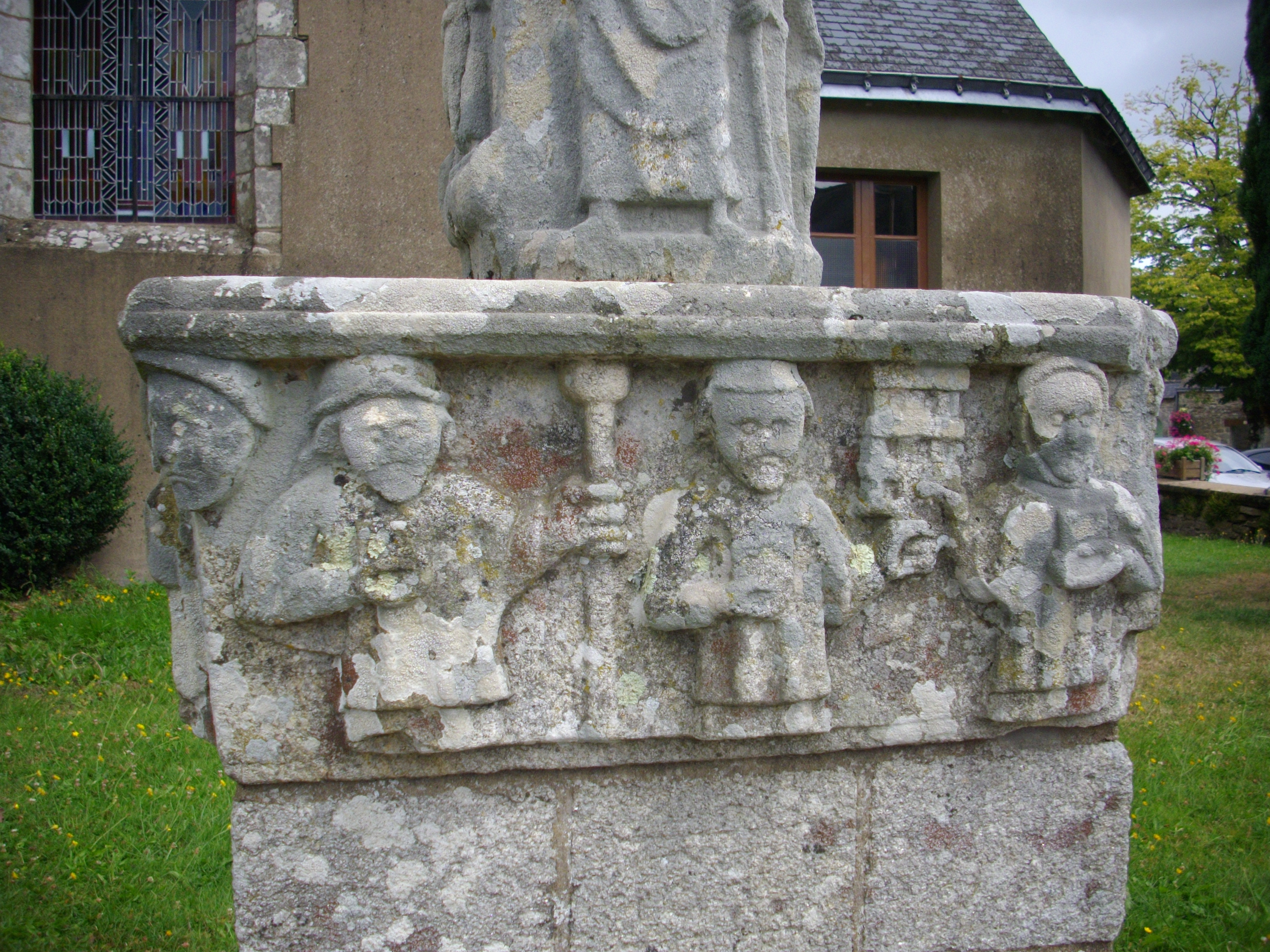
Frise du socle.
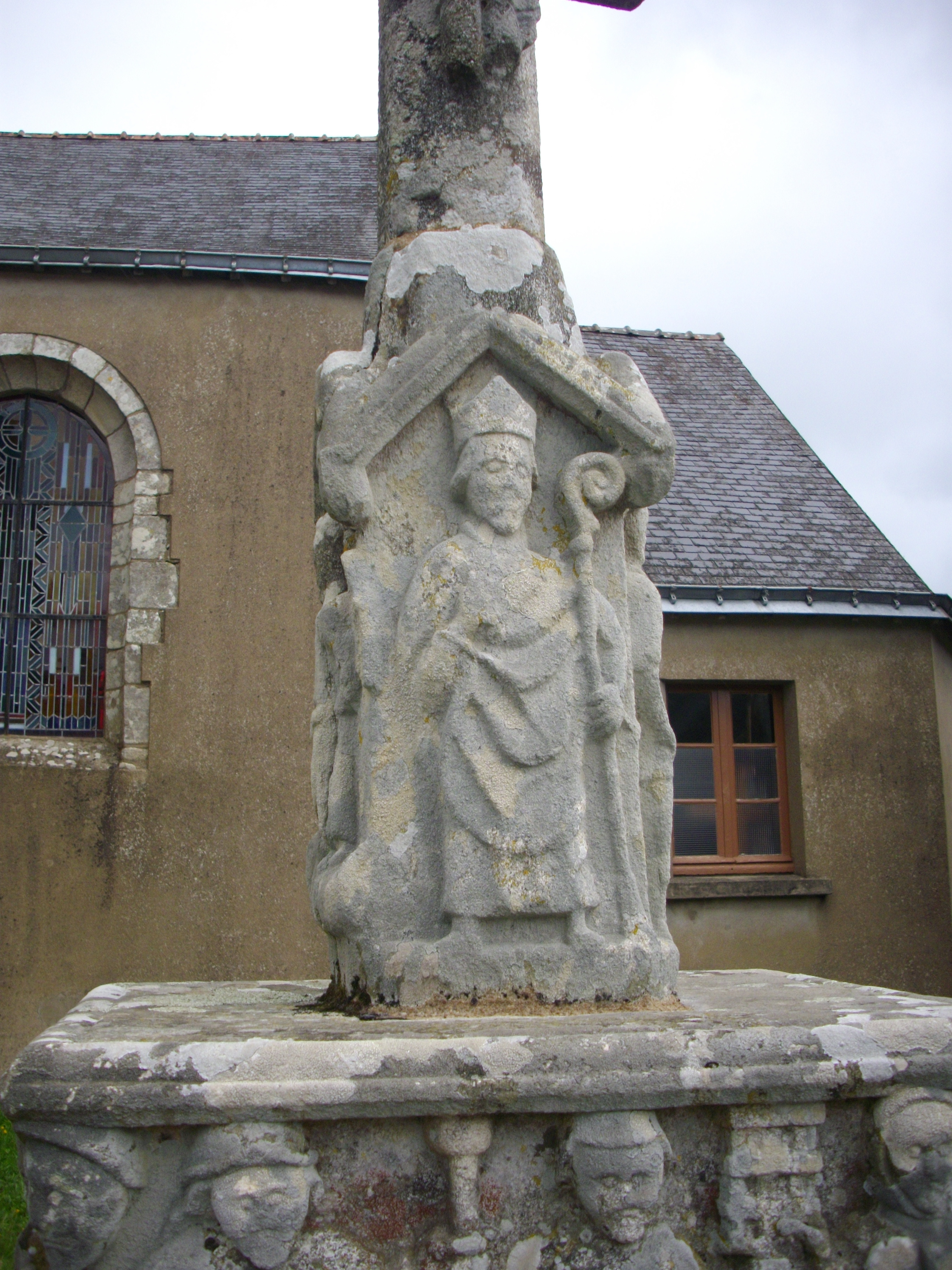
Détail d'un des personnages au pied de la croix.